# Полкский пролив
По́лкский проли́в (англ. Palk Strait) — пролив в Индийском океане, отделяющий северную оконечность острова Шри-Ланка от полуострова Индостан. Через залив Полк соединяет Бенгальский залив с Маннарским заливом Лаккадивского моря. Длина около 150 км, наименьшая ширина 55 км, глубина от 2 до 9 м. Назван по имени английского государственного деятеля Роберта Полка, губернатора провинции Мадрас (Британская Индия).

## География
Залив Полк усеян на южном конце цепью низких островов и рифовых отмелей, которые в совокупности называются мостом Адама, он исторически известен в индуистской мифологии как «Рам Сету», то есть мост Рамы. Эта цепь простирается между Дханушкоди на острове Памбан (также называемом островом Рамешварам) в Тамилнаде и островом Маннар у Шри-Ланки. Остров Памбан связан с материковой частью Индии мостом Памбан.

## Транспорт
С 1914 года ходили регулярные поезда из Мадраса в посёлок Дханушкоди, далее паром до Талайманнара на острове Маннар, а затем поезд до Коломбо. В 1964 году циклон разрушил Дханушкоди и железную дорогу и нанес серьёзный ущерб вдоль берегов Полкского пролива и залива Полк. Дханушкоди не был восстановлен, и железная дорога из Талайманнара в Махавилаччию на Шри-Ланке не была возобновлена из-за гражданской войны. В 2011 году было восстановлено паромное сообщение через Полкский пролив, а в 2015 году железная дорога была полностью перестроена и открыта.

## Предлагаемый канал
Мелкие воды и рифы пролива затрудняют проход больших судов, хотя рыбацкие лодки и небольшие суда, занимающиеся прибрежной торговлей, плавали в проливе на протяжении веков. Большие корабли должны проходить вокруг Шри-Ланки. Строительство транспортного канала через пролив было впервые предложено британскому правительству Индии в 1860 году, и ряд комиссий изучали это предложение. Самым последним исследованием проекта Сетусамудрамского судоходного канала, как его теперь называют, была оценка воздействия на окружающую среду и технико-экономическое обоснование, заказанное правительством Тамилнада в 2004 году.
Однако план строительства столкнулся с противодействием различных религиозных кругов. Индийское эпическое стихотворение «Рамаяна», написанное тысячи лет назад на санскрите, рассказывает о том, как Рама с помощью армии ванар построил каменный мост через море на Ланку, чтобы спасти свою жену Ситу от Асуры, короля Равана. Движение «Рам Кармабхуми», поддерживаемое спутниковой фотографией «Рам Сету», созданной НАСА, было создано для предотвращения строительства судоходного канала.
Также имеется предложение построить железнодорожный тоннель на подводном русле, соединяющем Индию и Шри-Ланку, который пройдет под Полкским проливом.